# ABBA the Museum
Abba the Museum (Abba, le musée en anglais) est un musée consacré au groupe de musique suédois ABBA, situé à Stockholm en Suède. Il a ouvert ses portes le 7 mai 2013.

## Histoire

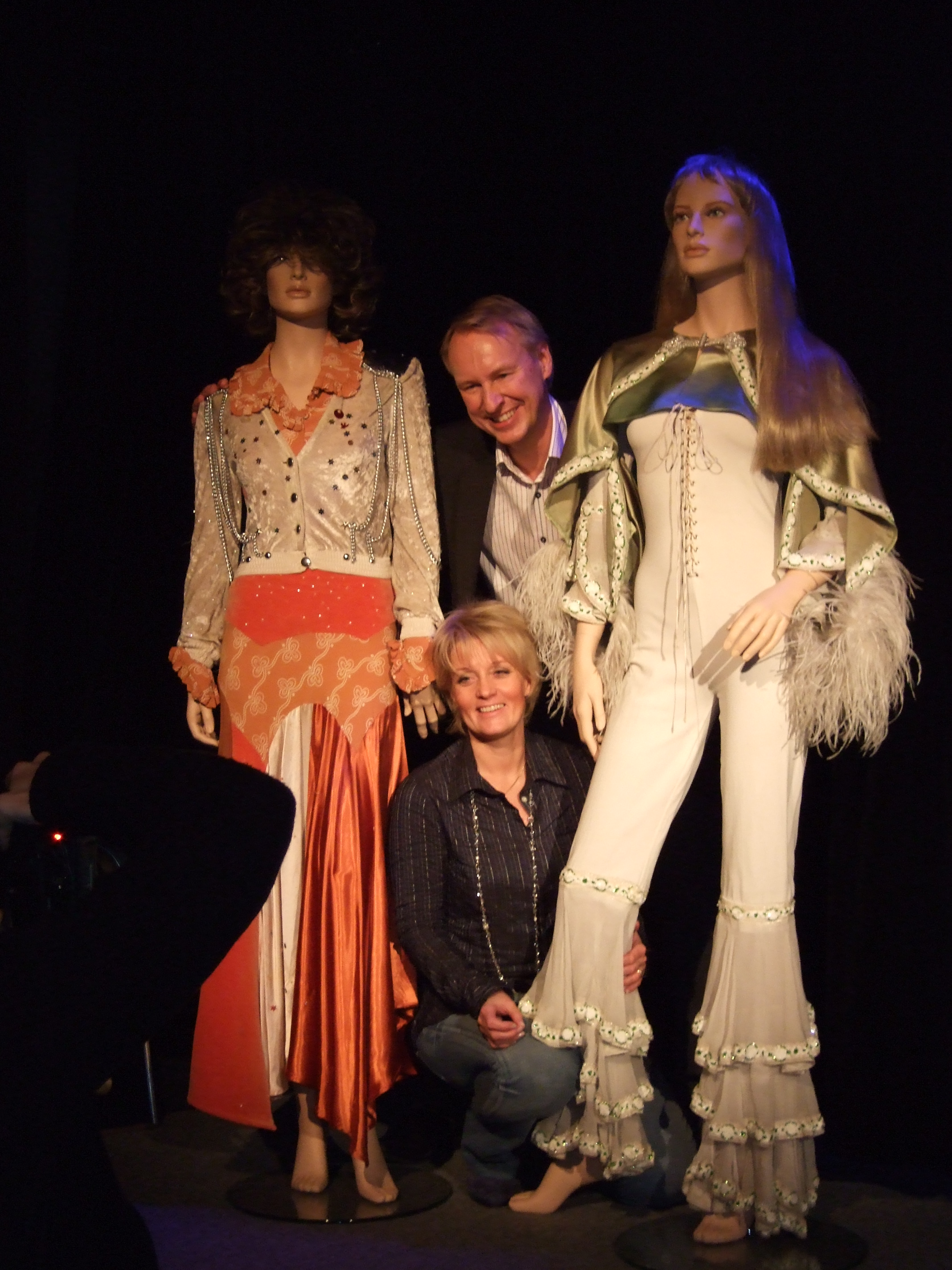
Ewa Wigenheim-Westman et Ulf Westman lors d'une conférence de presse en 2006.

Le 11 novembre 2006, le couple d'entrepreneurs Ewa Wigenheim-Westman et Ulf Westman annoncent qu'ils vont créer un musée portant sur l'histoire d'ABBA. Ils ont eu l'idée après avoir visité le Musée des Beatles (en) à Liverpool en Angleterre. Il a fallu aux Westman deux ans pour convaincre les membres d'ABBA que le musée serait une bonne idée.
Le 22 mai 2007, les fondateurs annoncent qu'ils ont choisi le lieu où sera construit le musée : tout près du parc d'attractions Gröna Lund, un entrepôt abandonné est rénové pour devenir un musée à la fine pointe de la technologie.
Le 5 décembre 2007, une date d'ouverture est annoncée en mai 2013.

## Technologie et objets
Les visiteurs peuvent y découvrir les costumes, les instruments, les disques d'or et d'autres objets appartenant à ABBA.
Grâce à la technologie moderne, on peut aussi revivre l'histoire d'ABBA par l'intermédiaire d'un audioguide dont le scénario a été écrit par Catherine Johnson (scénariste du film Mamma Mia) et aussi chanter leurs chansons.

## Source
- (en) Cet article est partiellement ou en totalité issu de l’article de Wikipédia en anglais intitulé « Abba the Museum » (voir la liste des auteurs).